# Rhectosemia excisalis
Rhectosemia excisalis là một loài bướm đêm trong họ Crambidae.